# فورت ویلیام، هایلند
فورت ویلیام (انگلیسی: Fort William؛ گیلی اسکاتلندی: An Gearasdan [ən ˈkʲɛrəs̪t̪ən] به معنای تحت‌اللفظیِ "پادگان") یک شهرک در اسکاتلند است که در هایلند  واقع شده‌است.
فورت ویلیام دومین منطقهٔ مسکونی پرجمعیت در اسکاتلند کوهستانی است و بالغ بر ۱۰٬۰۰۰ نفر جمعیت دارد.